# 박옥성
박옥성(1984년 10월 16일~)은 조선민주주의인민공화국의 유도 선수이다. 2008년 하계 올림픽에 참가했으며 아시아 유도 선수권 대회 48kg급 부문에서 은메달과 동메달 2개를 획득했다.